# Intersecție de străzi

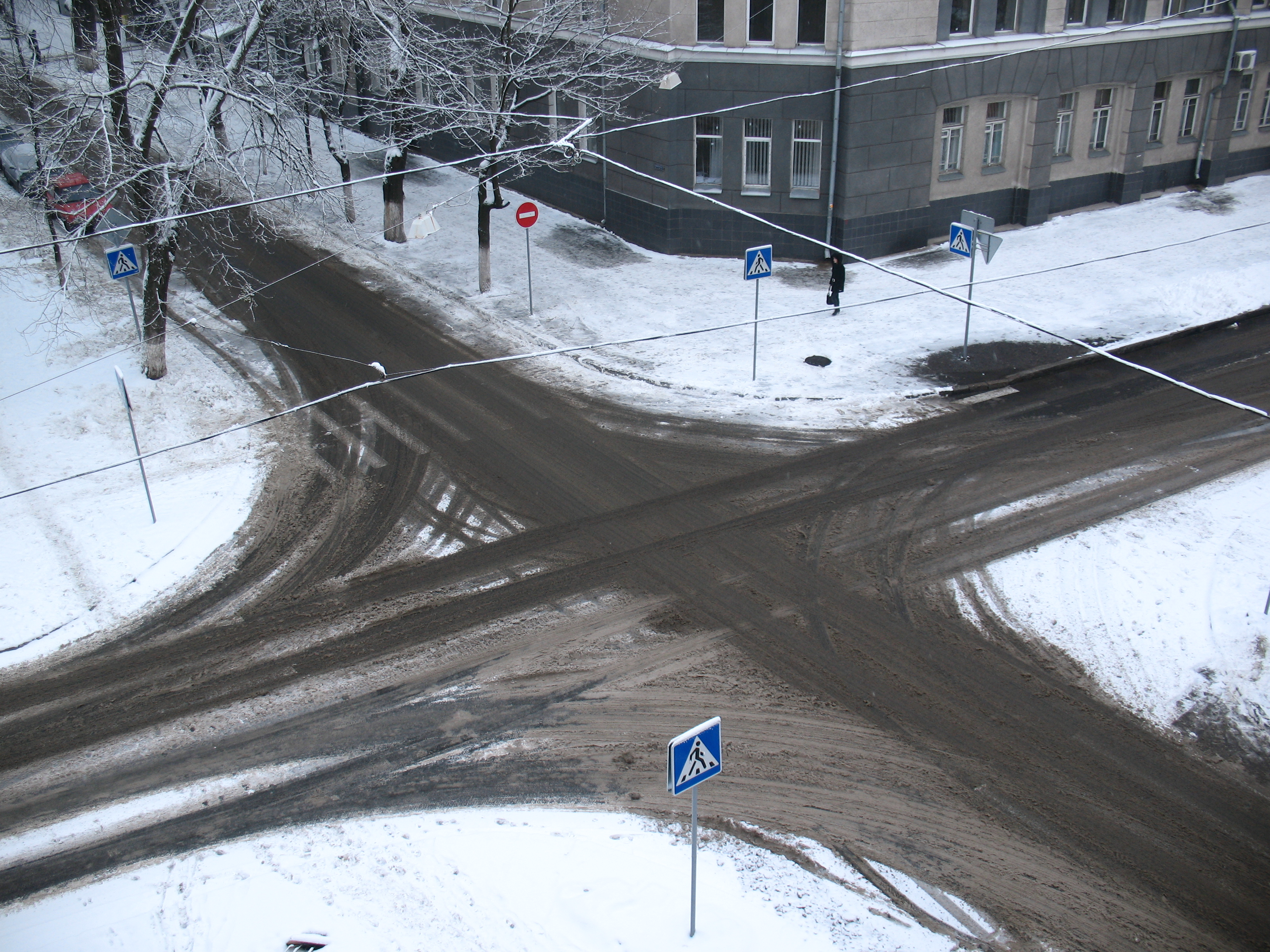
Intersecţie în Harkov, Ucraina

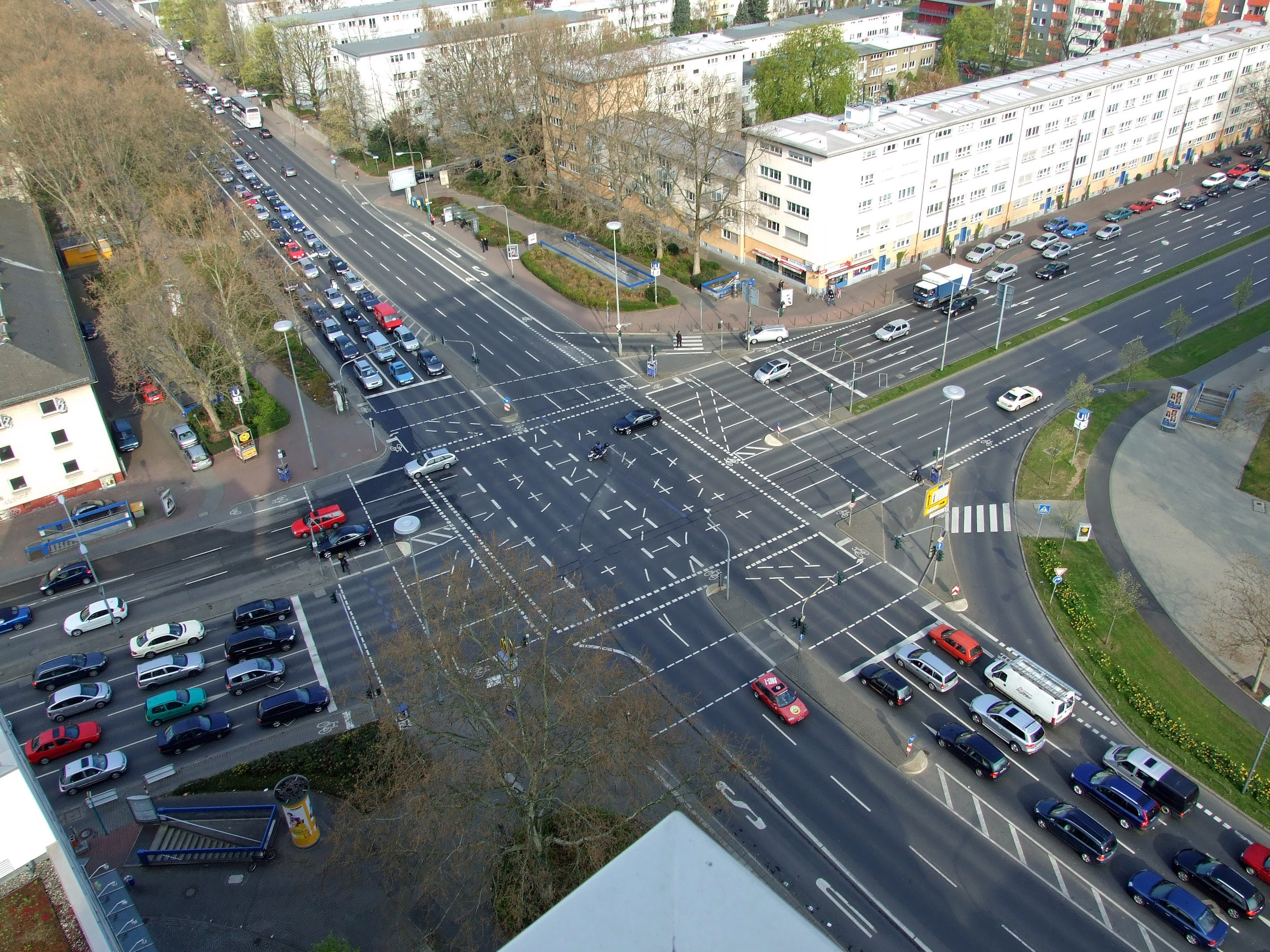
Intersecție în Frankfurt Alleenring

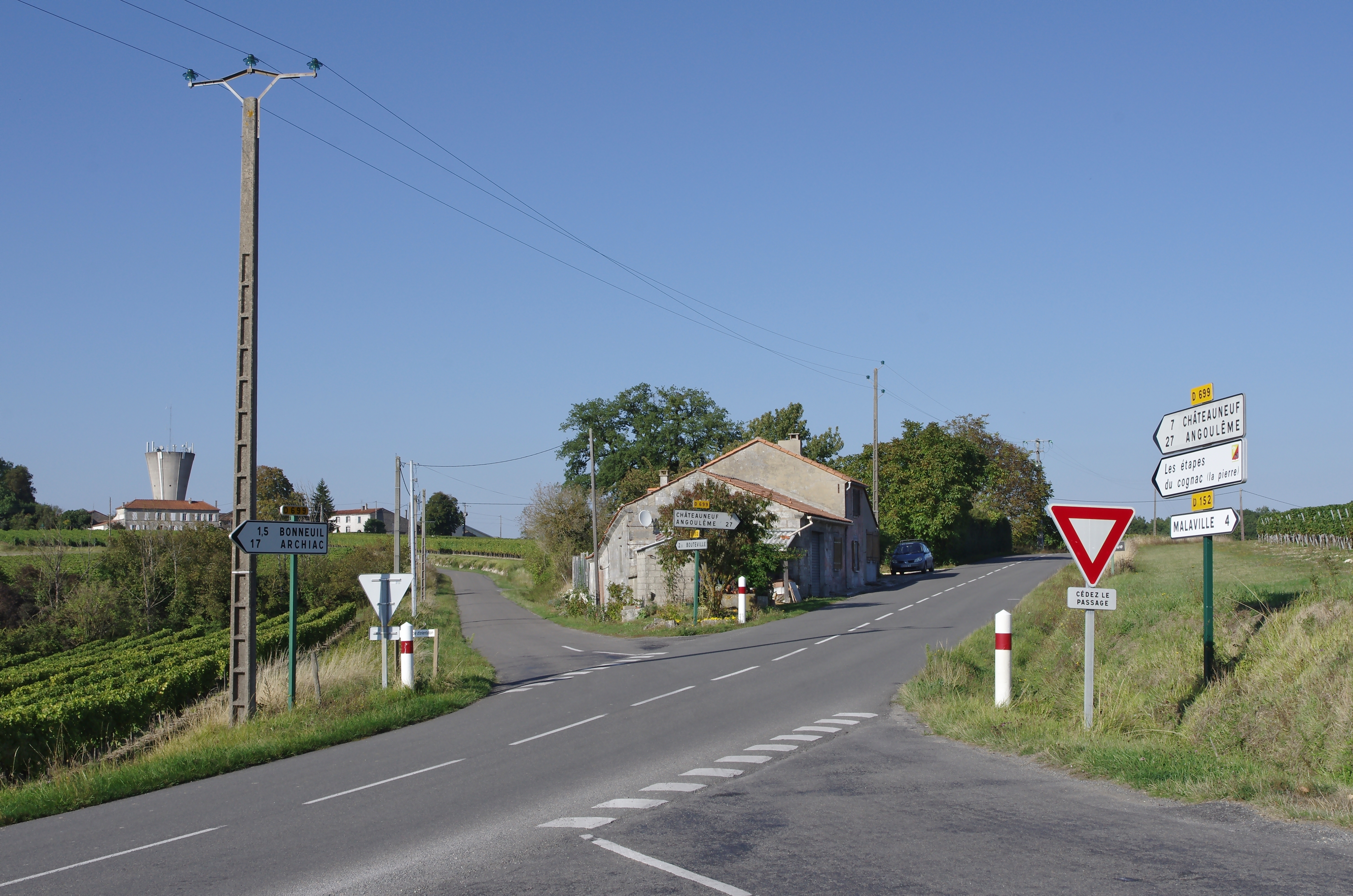
Intersecţie în Bonneuil (Charente)

O intersecție este un loc în care două sau mai multe drumuri se întretaie. În mod normal este un nod de nivel în care străzile sunt la același nivel. În construcția de drumuri, o intersecție este definită ca un nod care are cel puțin trei brațe de joncțiune și este formată din două drumuri continui.
În timp ce la o intersecție toate străzile continuă după ce se întâlnesc, la o intersecție de stradă (denumită în mod colocvial „intersecție în T”, un termen incorect din punct de vedere lingvistic) una dintre străzi se termină.
Deseori intersecțiile, cele mai circulate, sunt controlate de semafoare de trafic sau un sens giratoriu.

## Istoric
În Evul Mediu, semnele multidirecționale amplasate la intersecții au devenit comune, oferind direcții către localități.